# 菰野ヒルクライムチャレンジ
菰野ヒルクライムチャレンジin鈴鹿スカイラインは、三重県菰野町にて毎年3月最終日曜日に開催されている自転車ロードレース。2013年3月に初めて開催され、参加者も年々増加している。鈴鹿スカイラインで開催される。

## 主催者
- 菰野ヒルクライムチャレンジ実行委員会

## コース内容
- 走行距離8.0km(計測距離7.8km)
- 平均斜度8.4%
- 最大標高差660m